# Міжнародна панорама
«Міжнародна панорама» (рос. Международная панорама) — популярний радянський телевізійний проект, вважається безсумнівним досягненням Головної редакції інформації  Центрального телебачення СРСР. Передача виходила з 1969 по 1987 рік щонеділі о 19:00. Слоган: «Події тижня: хроніка, факти, коментарі!». Надалі програма була відтворена на каналі РТР Росії.
Програму вели відомі в СРСР журналісти-міжнародники. Незважаючи на притаманну радянському телебаченню політичну заангажованість, програма сприймалась глядачами як вікно в західний світ — саме в цій програмі вперше на радянському телебаченні були показані виступи Boney M, Smokie, Sex Pistols, Queen…

## Цікаві факти
Як музична заставка в програмі використовувався фрагмент з композиції «Vibrations» американського гурту The Ventures, причому, музична тема композиції збігається з музикою Григорія Китастого на слова Івана Багряного пісні про генерал-хорунжого армії УНР Юрія Тютюнника "Пісня про Тютюнника". Пісня була написана і вперше виконана в таборі для переміщених осіб м. Майнц-Кастеля 24 липня 1946 року.